# Colocasia infanta
Colocasia infanta är en fjärilsart som beskrevs av Smith 1911. Colocasia infanta ingår i släktet Colocasia och familjen Pantheidae. Inga underarter finns listade i Catalogue of Life.